# Basílica do Santuário Nacional da Imaculada Conceição
A Basílica do Santuário Nacional da Imaculada Conceição (em inglês:  Basilica of the National Shrine of the Immaculate Conception) é uma basílica católica romana em Washington, D.C., dedicada à Virgem Maria sob o título de Nossa Senhora da Imaculada Conceição, padroeira dos Estados Unidos. É o maior templo católico do país, a oitava maior estrutura religiosa do mundo e o prédio mais alto de Washington, D.C. 
Localizada em uma área doada pela Universidade Católica da América, na Avenida Michigan, a basílica é visitada por cerca de 1 milhão de peregrinos de todo o país e do mundo anualmente. É também notável por sua arquitetura neo-bizantina. A construção foi iniciada em 1920 por John McShain, um empreiteiro da Filadélfia, tendo a basílica sido inaugurada em 20 de novembro de 1959, embora não estivesse concluída.

## História

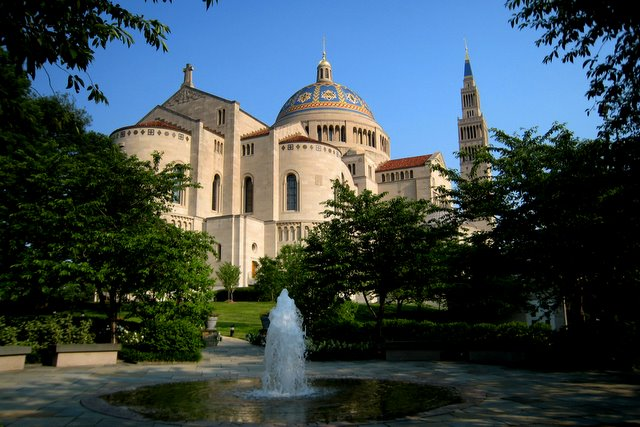
Basílica do Santuário Nacional

Em 1792, John Carroll, o bispo de Baltimore e Primaz dos Estados Unidos, consagrou o recém-criado Estados Unidos sob a proteção da Santíssima Virgem Maria (com o título de A Imaculada Conceição). Em 1847, a Imaculada Conceição foi oficialmente proclamada padroeira dos Estados Unidos pelo Papa Pio IX. Nos anos seguintes, alguns sacerdotes consideraram construir um santuário em honra à padroeira do país. 
O bispo Joseph Thomas Shahan, o 4º reitor da Universidade Católica da América propôs a construção de um "Santuário Nacional" para comemorar o Dia da Imaculada Conceição na capital do país. O bispo Shahan levou seu apelo ao Papa Pio IX em 15 de agosto de 1913. Shahan recebeu o apoio entusiástico do Papa, além de sua contribuição pessoal de 400 dólares. Shahan retornou aos Estados Unidos e persuadiu o Conselho de Curadores da Universidade Católica da América para doar terrenos no canto sudoeste do campus para o seu santuário. 

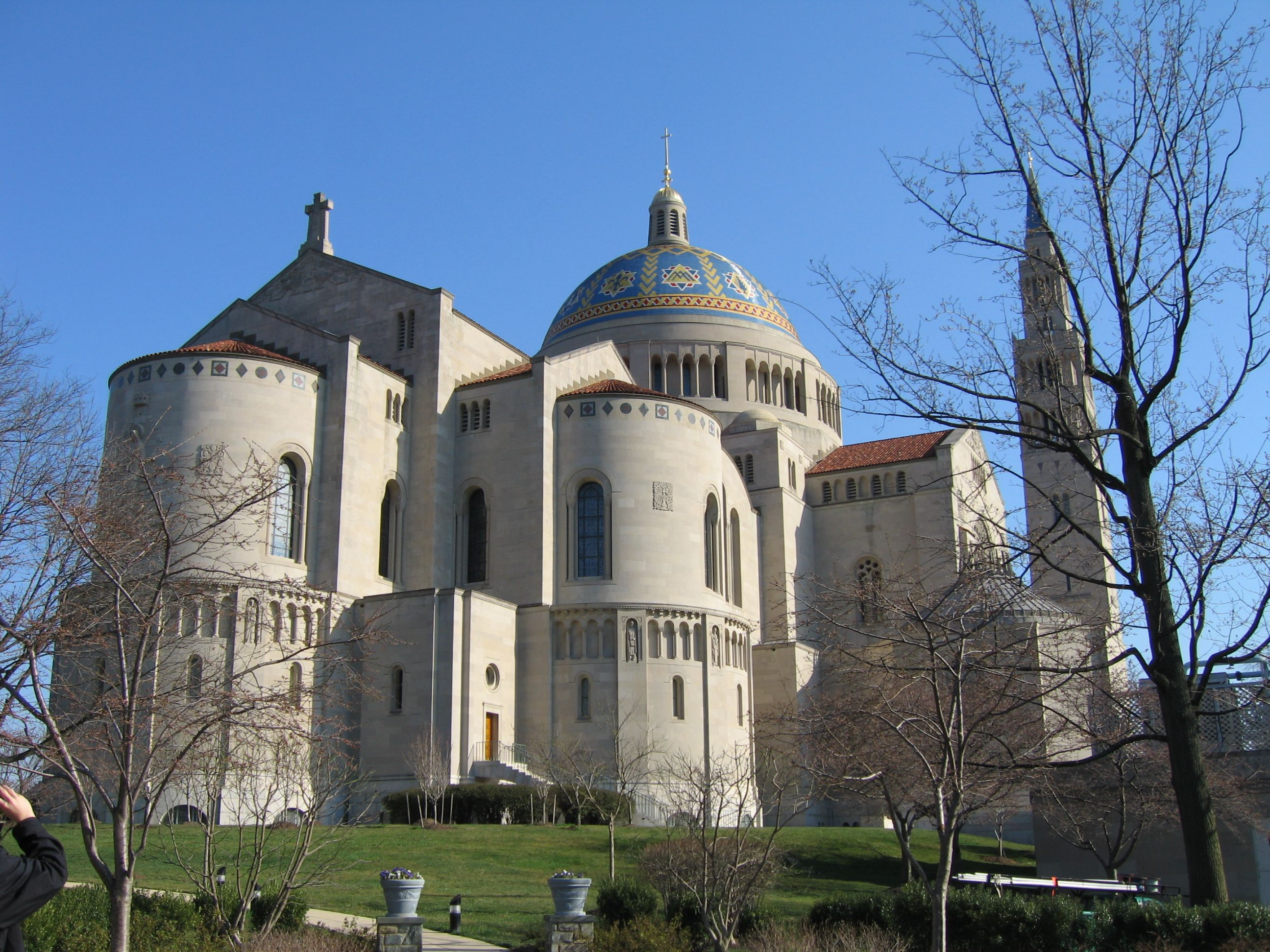
Parte traseira da Basílica do Santuário Nacional.

Em janeiro de 1914, foi publicado  o primeiro tema do Salve Regina, que descreveu entusiasmo pelo seu projeto. Ele escreveu que o santuário seria um "monumento de amor e gratidão, um grande hino em pedra tão perfeitas quanto a arte do homem pode torná-lo tão sagrado e como as intenções dos seus construtores poderiam desejar que ele seja." Seu boletim foi enviado a dioceses em todo o país, e começou a derramar doações financeiras em Washington. Em 1915, o Padre Bernard McKenna da Filadélfia foi nomeado pelo Shahan como primeiro diretor do santuário nacional, elevando o bispo o sonho de um passo mais perto da realidade. Shahan supervisionou a construção do santuário até a sua morte em 9 de março de 1932.
Depois da guerra, em 1953, os bispos da América, sob a liderança de John Noll, arcebispo de  Fort Wayne, e Patrick O'Boyle, arcebispo de Washington, comprometeram-se a levantar os fundos necessários para completar a parte superior do templo do santuário nacional. Em 20 de novembro de 1959, milhares de católicos se reuniram com os seus bispos para a dedicação da Igreja, a Grande Igreja.
Em 2008, durante sua peregrinação apostólica aos Estados Unidos, o Papa Bento XVI ofereceu a Rosa de Ouro à Basílica do Santuário Nacional da Imaculada Conceição.